# Maria Montessori
Maria Tekla Artemisia Montessori (ur. 31 sierpnia 1870 w Chiaravalle, zm. 6 maja 1952 w Noordwijk aan Zee w Holandii) – włoska lekarka, twórczyni systemu wychowania dzieci zw. metodą Montessori.
Metoda ta kładzie nacisk na swobodny rozwój dzieci. Przeciwstawia się systemowi szkolnemu, tłumiącemu aktywność dzieci, którego symbolem była dla Marii Montessori „szkolna ławka”. Montessori uważała, że głównym zadaniem pedagogiki jest wspieranie spontaniczności i twórczości dzieci, umożliwianie im wszechstronnego rozwoju fizycznego, duchowego, kulturowego i społecznego. Odkryła także zjawisko polaryzacji uwagi u dzieci. W 1907 otworzyła przedszkole Casa dei Bambini (pol. Dom Dzieci).

## Życie i kariera

### Narodziny i rodzina
Montessori urodziła się w Chiaravalle we Włoszech. Jej ojciec, Alessandro Montessori, miał w tym czasie 33 lata, był urzędnikiem resortu finansów i pracował w miejscowej fabryce tytoniu należącej do Skarbu Państwa. Jej matka, Renilde Stoppani, miała w czasie narodzin Marii 25 lat, była dobrze wykształcona jak na tamte czasy i była prawdopodobnie kuzynką włoskiego geologa i paleontologa Antonia Stoppaniego.

### Edukacja
Z powodu pracy ojca w 1873 roku rodzina Montessori przeniosła się do Florencji, a w 1875 do Rzymu. Maria Montessori zaczęła uczęszczać do państwowej szkoły podstawowej w 1876 roku, w wieku lat sześciu. Jej wczesne osiągnięcia szkolne „nie zasługiwały na szczególną uwagę”, chociaż otrzymała wyróżnienie za dobre zachowanie w 1. klasie i za „Lavori donneschi” („Robótki kobiece”) rok później.
W 1883 lub 1884 roku, w wieku 13 lat Montessori rozpoczęła naukę w szkole technicznej Regia Scuola Tecnica Michelangelo Buonarroti. Uczyła się tam języka włoskiego, arytmetyki, algebry, geometrii, rachunkowości, historii, geografii i innych przedmiotów szkolnych. Szkołę ukończyła w 1886 roku z dobrymi ocenami i wynikami egzaminów. W tym samym roku, w wieku lat 16, rozpoczęła naukę w Instytucie Technicznym Regio Istituto Tecnico Leonardo da Vinci, gdzie uczyła się języka włoskiego, matematyki, historii, geografii, geometrii, rysunku, fizyki, chemii, botaniki, zoologii i dwóch języków obcych. Osiągnęła dobre wyniki w naukach ścisłych, a zwłaszcza w matematyce. Początkowo chciała studiować inżynierię po ukończeniu szkoły, co było nietypową aspiracją dla kobiety w tamtym czasie i miejscu. Po ukończeniu szkoły średniej w 1890 roku, w wieku 20 lat i otrzymaniu świadectwa z fizyki i matematyki, Montessori zdecydowała się studiować medycynę, co także łamało ówczesne normy kulturowe.
W 1890 roku rozpoczęła studia na La Sapienza. Zdobyła Diploma di licenza w 1892 roku. Stopień ten, wraz z dodatkowymi kursami z języka włoskiego i łaciny, kwalifikował ją do rozpoczęcia studiów medycznych na uniwersytecie w 1893 roku.

### Życie prywatne
31 marca 1898 urodziła swoje jedyne dziecko – syna Mario Montessori (31 marca 1898 – 1982). Ojcem dziecka był Giuseppe Montesano, jej kolega lekarz, który był z nią wspólnie dyrektorem rzymskiej Szkoły Ortoforycznej. Gdyby Montessori wyszła za niego za mąż, wówczas oczekiwano by od niej, że przestanie pracować zawodowo. Montessori postanowiła zrezygnować z małżeństwa, a w zamian za to kontynuować pracę i studia. Montessori chciała zachować w tajemnicy związek z ojcem jej dziecka, pod warunkiem, że żadne z nich nie poślubi nikogo innego. Kiedy ojciec jej dziecka został zmuszony przez rodzinę, aby korzystnie ożenił się, Montessori poczuła się zdradzona i postanowiła opuścić szpital uniwersytecki. W tym czasie oddała syna pod opiekę mamy mieszkającej na wsi. Mimo wyboru pracy, była zrozpaczona, że nie może uczestniczyć w pierwszych latach jego życia. Nawiązała z nim kontakt, kiedy był nastolatkiem, a także w latach późniejszych okazał się świetnym asystentem w jej badaniach.

## Myśl pedagogiczna

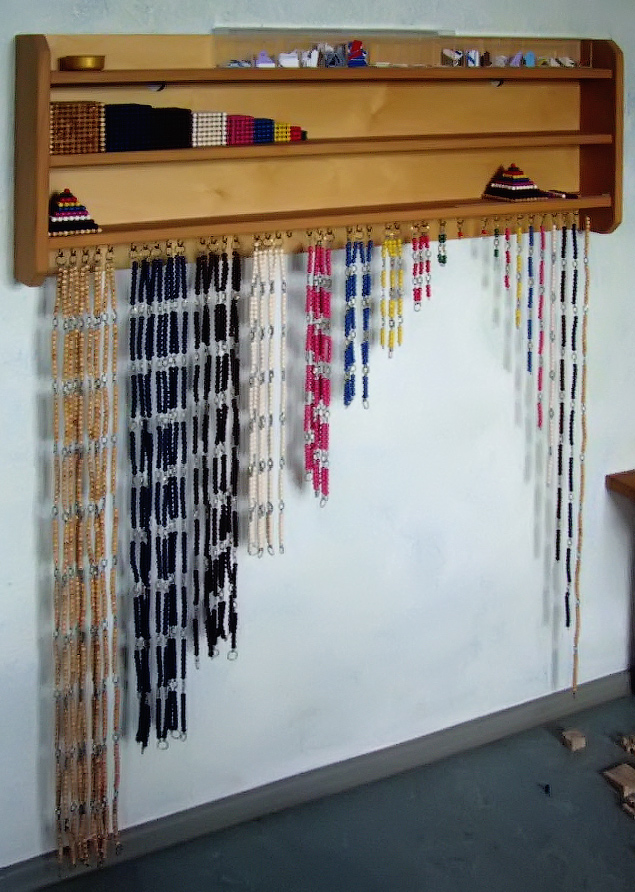
Przedmioty wykorzystywane w Metodzie Montessori do rozwoju poznawczego

Metoda Montessori wywodzi się od badań nad dziećmi z autyzmem oraz problemami psychicznymi, ale później została rozszerzona na badanie edukacji dla wszystkich dzieci. Montessori twierdziła, że jej metoda stosowana w pracy z osobami z niepełnosprawnością była także stymulująca, gdy była stosowana w edukacji dzieci pełnosprawnych. Według Montessori dziecko jest określone jako kompletny byt, zdolny do rozwijania twórczej energii i posiadający predyspozycje moralne (np. do miłości), które to cechy zostały zduszone przez dorosłych.
Podstawową zasadą musi być wolność ucznia, ponieważ tylko ona wyzwala kreatywność dziecka obecną w naturze. Z wolności powinna zrodzić się dyscyplina. Zdyscyplinowana jednostka jest w stanie kontrolować się sama i przystosować się do zasad obowiązujących w życiu. Okres dzieciństwa jest okresem ogromnej kreatywności, jest to etap życia, w którym umysł dziecka chłonie cechy otoczenia i przyswaja je. Dzięki ideom Montessori zmieniło się wiele zasad pedagogicznych obowiązujących w pierwszych latach dwudziestego wieku. Dzieci miały nauczyć się dbać o siebie i były zachęcane do podejmowania własnych decyzji.
Montessori opracowała wszystkie swoje zasady pedagogiczne, bazując na konstruktywnej krytyce naukowej psychologii.
Maria Montessori określa dziecko jako duchowy embrion, u którego rozwój psychiczny jest związany z rozwojem biologicznym. W rozwoju psychicznym istnieją okresy, w których dzieci mają większą możliwość rozwijania specjalnych talentów.

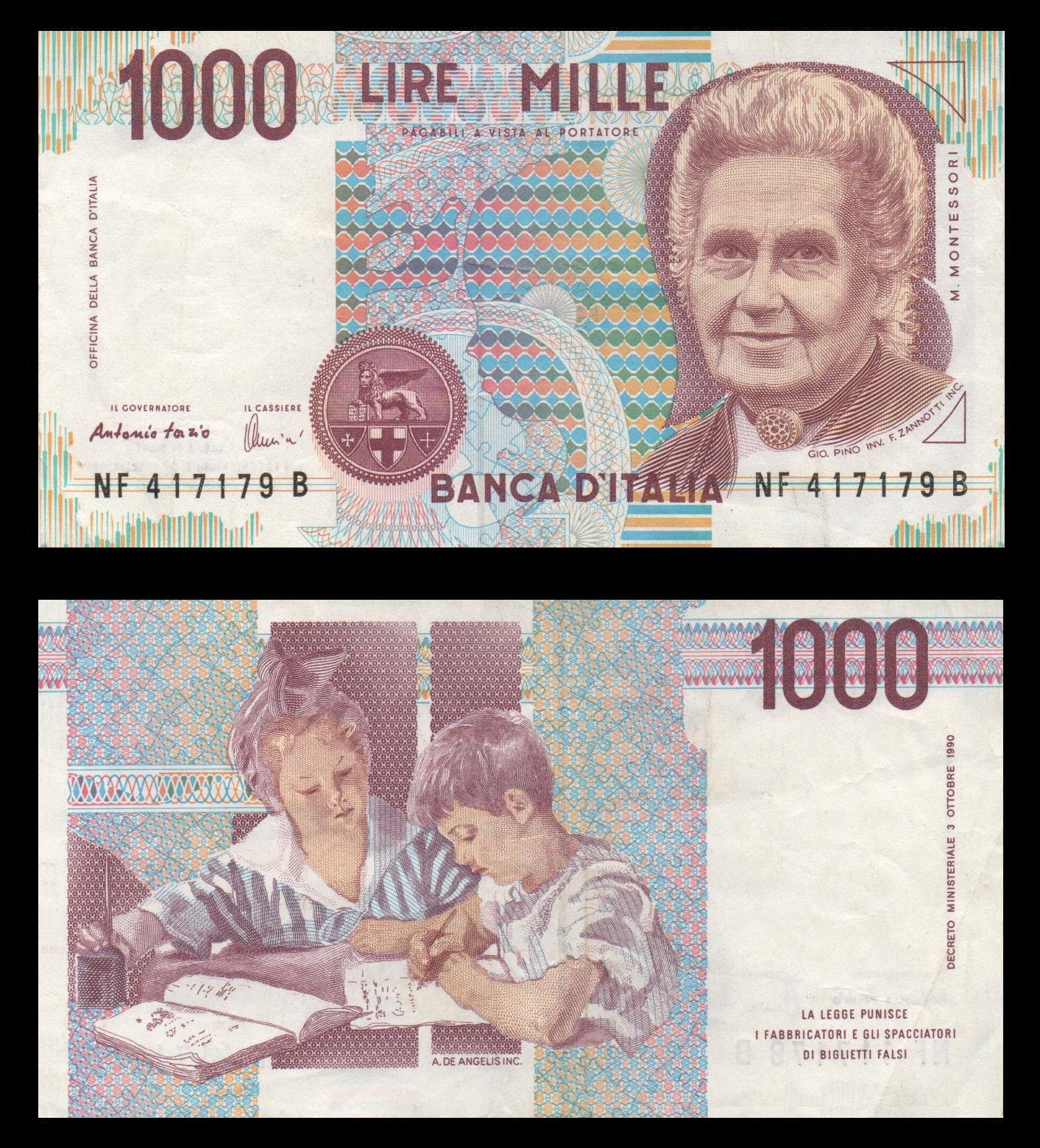
Włoski banknot o nominale 1000 lirów przedstawiający Marię Montessori

## Dzieła wydane po polsku
- Maria Montessori, Domy dziecięce: metoda pedagogiki naukowej stosowana w wychowaniu najmłodszych dzieci, Warszawa: Wydawnictwo Akademickie „Żak”, 2005, ISBN 83-89501-32-5.
- Maria Montessori, Odkrycie dziecka, przeł. Aleksandra Pluta. Łódź: Wydawnictwo Palatum, 2014, ISBN 978-83-935122-9-4.
- Maria Montessori, Sekret dzieciństwa, przeł. Luiza Krolczuk-Wyganowska. Warszawa: Wydawnictwo Naukowe PWN SA., 2018, ISBN 978-83-01-19858-9.
- Maria Montessori, O kształtowaniu się człowieka, przeł. Luiza Krolczuk-Wyganowska. Warszawa: Wydawnictwo Naukowe PWN SA., 2019, ISBN 978-83-01-20529-4.
- Maria Montessori, Wykłady londyńskie 1946, przeł. Olga Siara. Warszawa: Wydawnictwo Naukowe PWN SA., 2019, ISBN 978-83-01-20576-8.
- Maria Montessori, Dziecko w rodzinie, przeł. Luiza Krolczuk-Wyganowska: Wydawnictwo Naukowe PWN SA., 2020, ISBN 978-83-01-21083-0
- Maria Montessori, Co powinieneś wiedzieć o swoim dziecku, przeł. Olga Siara. Warszawa: Wydawnictwo Naukowe PWN SA., 2020, ISBN 978-83-01-21082-3
- Maria Montessori, Psychoarytmetyka, przeł. Marcin Żukowski. Warszawa: Wydawnictwo Naukowe PWN SA., 2020, ISBN 978-83-01-21470-8
- Maria Montessori, Edukacja i pokój, red. Silvia Camarda: Wydawnictwo Naukowe PWN SA., 2021, ISBN 978-83-01-21720-4
- Maria Montessori, Edukacja i potencjał człowieka, red. Silvia Camarda: Wydawnictwo Naukowe PWN SA., 2021, EAN 9788301217174
- Maria Montessori, Umysł dziecka, przeł. Barbara Surma, Jacek Dąbrowski. Łódź: Wydawnictwo Palatum, 2021, ISBN 978-83-942757-7-8
- Maria Montessori, Umysł dziecka Chłonny umysł, przeł. Luiza Krolczuk. Warszawa: Wydawnictwo Naukowe PWN SA., 2023, ISBN 9788301230043